# Blue Vomit
I Blue Vomit sono un gruppo culto della prima ondata della scena punk rock italiana. La band era conosciuta per il suono punk '77 e l'attitudine nichilista. Provenienti dalla Torino di fine anni '70, sono oggi considerati come uno dei punti di congiunzione fra la prima scena punk e la scena hardcore italiana. Durante la loro attività il gruppo partecipò a compilation e produsse diverse cassette. Molte delle registrazioni di allora, furono riscoperte e pubblicate in seguito dalla F.O.A.D. Records e dalla SOA Records, etichette specializzate nell'hardcore punk italiano e internazionale. Dei suoi membri, importante è la figura di Luca "Abort" Bortolusso, che diventerà in seguito con i suoi Nerorgasmo, un personaggio chiave dell'hardcore punk italiano.

## Storia del gruppo

### Gli anni '80: punk italiano "senza compromessi"
Formatisi sul finire degli anni '70, i Blue Vomit erano composti inizialmente da Simone Cinotto, Fabio Di Maggio ed Enrico Falulera, che avevano ripreso per il nome un verso del brano Vacca degli Squallor in cui vengono citati nomi di band inesistenti. Simone Cinotto ricorda nelle sue memorie che si avvicinò al punk grazie alla trasmissione Odeon. Tutto quanto fa spettacolo, che trasmise un servizio sui Sex Pistols e sul movimento che stava nascendo a Londra. Il loro primo concerto si tenne al Liceo Scientifico di Grugliasco nell'estate del 1980. La band iniziò poi a condividere la sala prove situata in zona Vanchiglia con altre band della scena hardcore punk torinese come Negazione, DDT, Declino, Indigesti, Kina ed altre. Nei mesi successivi suonarono spesso tra Torino e dintorni, guadagnandosi anche un articolo sul mensile musicale Popster.
La band cambiò poi formazione quando, con la partenza di Fabio Di Maggio per la leva militare, entrarono nel gruppo Luca "Abort" Bortolusso e Martino "Sborrmann" Cinotto al basso/chitarra. Il loro primo lavoro fu una musicassetta andata persa, nella quale già avevano composto pezzi come Non mi alzo in pullman, La sfiga della suora, Vivo in una città morta, Fotti il mito. Gli autori dei brani erano Simone Cinotto per le musiche e Luca Abort per i testi e le liriche. Nella scena hardcore punk torinese erano conosciuti per il suono punk '77 e l'attitudine nichilista "ludica e genuinamente scorretta". Erano gli anni in cui i collettivi controculturali del punk andavano formandosi, spesso circuitando e distribuendo lavori casalinghi tramite cassette DIY con copertine composte di opere grafiche in ciclostile come nel caso delle compilazioni Torinoise (Play At Your Home Records, 1981) in cui i Blue Vomit erano presenti con il brano "Animal" oppure Torino 198X (Disforia Tapes, 1983) che li vedeva con il brano "Mai Capirai". Torinoise fu la prima pubblicazione della band, ed era legata all'omonima fanzine curata da Vittorio Castellani.
Il loro brano Non mi alzo in pullman, simbolo di rottura verso regole imposte dalla società, fu eseguito dal vivo in una scena del film Rock di Daniele Segre del 1981. La scena era girata in una macelleria.
Nel 1982 registrarono Live a Vanchiglia, in un concerto tenutosi nel quartiere di Torino in cui abitavano anche i Kollettivo.
Il gruppo si sciolse nel 1983 e dopo un breve periodo in cui i vecchi membri del gruppo con un nuovo bassista fecero concerti con il nome di Cani Putridi, Luca "Abort" Bortolusso, Simone "Fast" Cinotto ed Enrico "Kriminal" Falulera formarono i Nerorgasmo.

### Le raccolte
Nel 2007 la F.O.A.D. Records e la SOA Records, rimasterizzarono alcuni vecchi nastri dei Blue Vomit pubblicandoli in un album raccolta su CD.
Al processo di riscoperta dei Blue Vomit parteciparono anche i Cripple Bastards, che nel loro album di vecchie cover hardcore punk e trash italiano intitolato Frammenti di vita (T.V.O.R. on vinyl, 2010) inserirono anche il brano "Mai capirai".
Nel 2011 esce la seconda raccolta dal titolo Discografia 1982/1983 sempre su F.O.A.D. Records. L'album, stampato su vinile blu, vede sul lato A del disco vecchie registrazioni uscite sulle compilation Torinoise e Torino 198x, e sul lato B le registrazioni di concerti Live at Vanchiglia 11/11/1982 e Live Via Artom 1983.

### 2012: il ritorno dei Blue Vomit
A inizio 2012 i membri fondatori dei Blue Vomit Enrico "Kriminal" Falulera e Fabio Di Maggio decisero di rimettere assieme la band per fare nuovi concerti. Al progetto di reunion non parteciparono però i fratelli Cinotto per motivi personali. Nel dicembre 2012 i "nuovi" Blue Vomit si riuniscono per quella che doveva essere un'unica esibizione dal vivo allo United Club di Torino, in una serata che li vedeva sul palco assieme ai Kina. La nuova formazione vedeva, oltre alla storica sezione ritmica di Enrico Falulera e Fabio Di Maggio, l'ingresso di Max alla voce e Sergio alla chitarra. Per l'occasione uscì un cofanetto antologico in edizione limitatissima pubblicato dalla Zapping Records con l'intera discografia del gruppo, più alcuni brani ri-registrati dalla nuova formazione contenute in una chiavetta USB con logo della band, una video intervista e un video clip del brano "Non sopporto", la biografia cartacea della band e altro merchandising.
In una intervista rilasciata alla rivista Vice, Simone Cinotto dichiarò la sua contrarietà verso operazioni a suo dire puramente commerciali, invitando il pubblico a non comprare il nuovo materiale prodotto ("dischi che vengono fatti, magliette stampate, adesivi" e ancora "Con quella roba lì, i cofanetti, le ristampe, non c'entriamo niente"), ma bensì di autoprodurli "con le mascherine e i pennarelli" in piena etica DIY. Parlando in modo generico sia dei Blue Vomit sia dei Nerorgasmo, Cinotti sottolineò il suo fastidio per operazioni a sua dire fatte "in assenza del protagonista".
I "nuovi" Blue Vomit, dopo il concerto del 2012, si sono riuniti sporadicamente senza Cinotto per nuovi concerti, dividendo anche il palco con gruppi come, The Spirits, Contrasto, Extreme Noise Terror, Cancer Spreading, Cripple Bastards, Marky Ramone e Mentors.

## Formazione

### Originale
- Simone Cinotto: chitarra, voce
- Fabio Di Maggio: basso, chitarra, voce
- Enrico Falulera: batteria, voce
- Luca Bortolusso: voce
- Martino Cinotto: chitarra, basso

### Dal 2012
- Enrico "Kriminal": batteria, voce
- Fabio: basso
- Max: voce
- Sergio: chitarra
- Kalle: basso
- Fabio Zombie: voce

## Discografia

### LP
- 2007 - Blue Vomit (CD, F.O.A.D. Records, SOA Records)
- 2008 - Discografia 1982/1983 (LP, F.O.A.D. Records)
- 2012 - Vivo in una città morta (Zapping Records)

### Compilation
- 1981 - Torinoise (Cassetta, Play At Your Home Records)
- 1982 - Hardcore or What (Cassetta, Xcentric Noise Records, 1982)
- 1983 - Torino 198x (Cassetta, Disforia Tapes)
- 1995 - Rovina Hardcore - Live 1981-1985 (Cassetta, Provincia Attiva)
- 1997 - All'ombra della Mole - Torino 1982 / 85 (Cassetta)
- 2005 - Punk In Italia (CD)